# Michel Graindorge
Pour les articles homonymes, voir Graindorge.
Michel Graindorge, né le 2 juillet 1939 à Namur (Belgique) et mort le 19 avril 2015 à Uccle (Belgique), est un avocat belge.
Il est connu pour avoir défendu Roberto D'Orazio, le père Samuel et le baron Benoît de Bonvoisin. Il a aussi assisté les parties civiles lors du procès des tueurs du Brabant ainsi que les familles des para-commandos tués au Rwanda.
Il est le père de la comédienne et violoniste belge Catherine Graindorge, qui lui a consacré un spectacle après sa mort, intitulé Avant la fin.

## Biographie
Fils d'un père gardien de la prison de Verviers, il finit ses études en étant Docteur de Droit et licencié en criminologie à l'ULB. Par la suite, il officie au Barreau de Bruxelles depuis 1965.

### Affaire Besse
En 1979, il est placé quatre mois en détention préventive à la suite de l'évasion spectaculaire de l'une des salles de la chambre du conseil de Bruxelles, de François Besse, le lieutenant de Mesrine. Soupçonné par le ministère public d'avoir procuré à Besse le revolver avec lequel il s'échappe du Palais de justice, il est finalement acquitté.